# Onthobium asperatum
Onthobium asperatum là một loài bọ cánh cứng trong họ Bọ hung (Scarabaeidae).